# 德怀特·沃尔顿
德怀特·沃尔顿（英語：Dwight Walton，1965年3月23日—），加拿大男子篮球运动员。他曾代表加拿大获得1988年夏季奥运会男子篮球比赛第六名。他也参加了1990年和1994年世界篮球锦标赛。